# Mario Moscoso
Mario Pablo Moscoso Álvarez (Buenos Aires; 3 de noviembre de 1965) es un actor argentino.

## Biografía
Mario Moscoso es un actor profesional argentino/español que nació en la ciudad de Buenos Aires el 3 de noviembre de 1965. 
Realizó su formación actoral en la Escuela Municipal de Arte Dramático, y además ha ampliado sus estudios con Raúl Serrano, Osvaldo Bonet y Cristina Moreira. Incursionó tanto en la Técnica de las Acciones Físicas de Konstantin Stanislavski como la Técnica del Arte del Movimiento desarrollada por Jacques Lecoq. Realizó seminarios sobre William Shakespeare, Comedia del arte y Lee Strasberg. Ha trabajado como actor en más de 90 ficciones para la TV nacional e internacional algunas de ellas premiadas con el Premios Emmy, Academia de Artes y Ciencias de la Televisión y el Premio Martín Fierro. Ha trabajado en más de 10 films y en más de 20 obras de teatro. 
Ha compartido trabajos como actor con figuras de la talla de Maribel Verdú. Es el único artista argentino Miembro del American Zoetrope cuyo Director es Francis Ford Coppola en la corrección de guiones de artistas noveles para el cine norteamericano. Es Director y realizador cinematográfico. Además es Maestro, Director y preparador de actores profesionales para la televisión, el cine y el teatro con 15 años de trayectoria en la docencia actoral y con 200 alumnos anuales. 
En el año 2013 participó del II Congreso Internacional de Comedia Musical del Uruguay junto a profesionales de nivel internacional. La máscara, el entremés, la investigación teatral y el teatro en verso lo han llevado a participar especialmente del XI Congreso Internacional del Teatro Español en el Siglo de Oro en el Teatro Nacional Cervantes. 
En el año 2007 representó a la Argentina en la semana de "Autores en las sombras" realizado en Marsella - Francia. En su trayectoria montó dos teatros: “El conventillo de la fulana” en los años ‘80 y ‘90 y posteriormente fundador del “Teatro del Arte Facto” junto al maestro Raúl Serrano. 
Ha sido galardonado con los PREMIOS: MEJOR ACTOR - MEJOR AUTOR por la obra Shakespeare, la sombra en el laberinto, Ciclo "Evocando al Picadero: 2007" (Instituto Nacional del Teatro - Asociación Argentina de Actores - Sociedad Arg. de Escritores - GEBA - Editorial Gabas). 
Escribió numerosos artículos sobre técnicas de actuación en destacadas revistas del medio. Participó en el MATE (Movimiento de apoyo al Teatro) junto a destacadas personalidades de la escena nacional Argentina creando la Comisión de Estudiantes de Teatro. En el período 2002/2004 fue dirigente de la Asociación Argentina de Actores ocupando los cargos de Secretario de Interior y posteriormente como Secretario de Cultura. 
Además fue Productor y realizador del programa de radio Pantomima Radial dedicado a la actividad teatral profesional e internacional. En el año 1986 fue Encargado del Patrimonio Cultural de la Nación en el Palais de Glace en los Salones Nacionales de Artes Plásticas, Fotografía y Tapiz.

## Actualidad
En la actualidad esta desarrollando con éxito de medios especializados y público dos producciones sobre William Shakespeare: Ricardo III en donde protagoniza  y dirige y Shakespeare Conspirador, sobre textos de William Shakespeare dirigida por Nicolás Federico. En televisión desarrolla una participación preponderante en El marginal (Temporada 4) (Underground Producciones/Tv Pública).

## Trabajos

### Publicidad
- Ballantine’s “Plan B – Mowing”Pioneras Producciones S.A.
- Movistar “Riders”Pioneras Producciones S.A. / Mother London
- Trident / BeldentPioneer Productions S.A.
- Chevrolet Europe Gmbh “Fly” Final Touch Filmproduktion Gmbh / A. Jstuart Carvajal Producciones S.A.
- Lipton Tea (Australia y Nueva Zelanda) Prod.: So Chic - DDB Worldwide,
- Gatorade - Gráfica (Argentina) Prod.: Sisso Chouela,
- Bizner Bank (Holanda) Prod.: GoodGate. S. A.,
- Granja del Sol (Argentina) Prod.: Pol & Mea S.R.L, Pepsico Pepsi Max (EE. UU.), producción: Producciones SVB, dirección: Steve Ayson

### Cine
Ha trabajado en el film

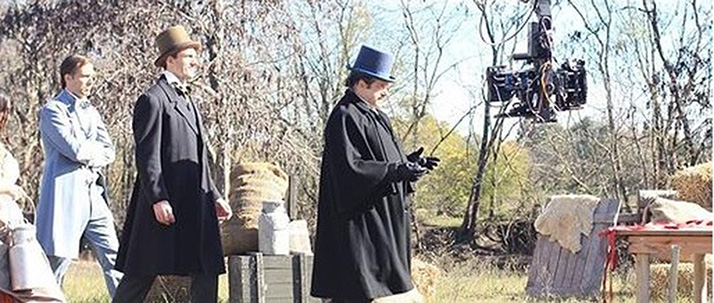
Mario Moscoso filmando

- 2006: El niño de barro, como Benito Lupoff.
  - Productora: Pol-ka / Castelao / Iroko Films / Adivina Producciones (Argentina-España); dirigida por Jorge Algora.
- 2007: El ojo único, como el Loco; dirigida por Adrián Castagna.
- 2008: Proyekt Huemul como el profesor Richard Gans; dirigida por Rodrigo Vila (producida por el canal History Channel y por el INCAA).
- 2008: Un novio para mi mujer, dirigida por Juan Taratuto.
- 2009: Tetro dirigida por Francis Ford Coppola y producida por Fred Ross y American Zoetrope.
- 2010: Rouge amargo, dirigida por Gustavo Cova
- 2011: Romper el huevo, dirigida por Roberto Maiocco
- 2012: Moreno, sobre la vida de Mariano Moreno, dirigida por Ernesto Ardito y Virna Molina
- 2012: Paco Urondo, sobre la vida de Paco Urondo dirigida por Ernesto Ardito y Virna Molina
- 2012: El día fuera de tiempo, dirigida por Cristina Fasulino
- 2012: 8 tiros, dirigida por Bruno Hernández
- 2014: El futuro es nuestro, dirigida por Ernesto Ardito y Virna Molina
- 2017: El fútbol o yo, dirigida por Marcos Carnevale
- 2020: El robo del siglo, dirigida por Ariel Winograd
- 2021: Camino al éxito, dirigida por Sebastián Rodríguez

### Televisión
- Buenos chicos (Polka)
- División Palermo K&S Films Netflix

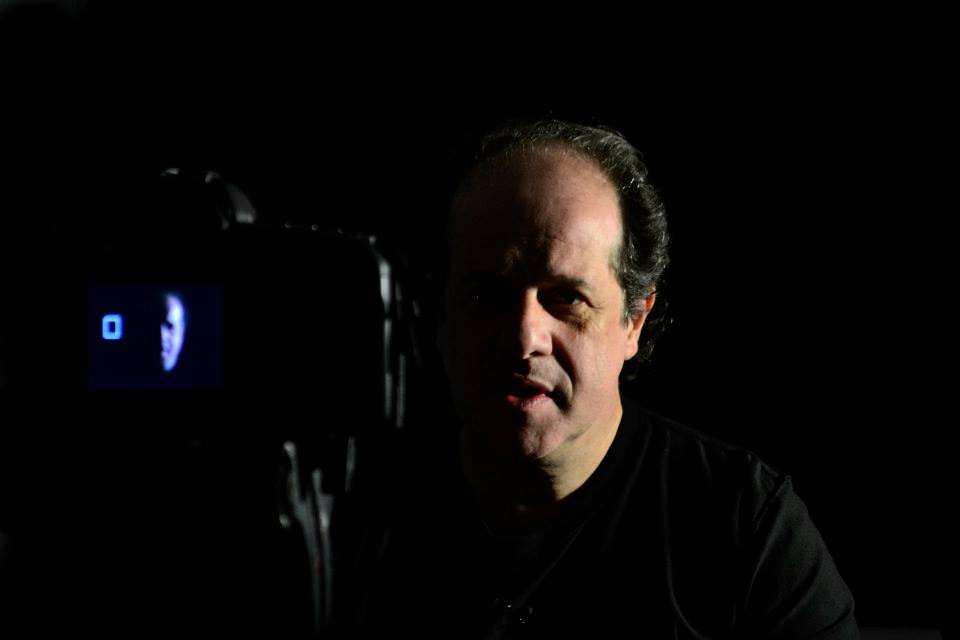
Mario Moscoso Actor de Cine

- María Marta, el crimen del country (WarnerMedia/Kapow/Pol-ka)
- La 1-5/18 (Pol-ka)
- El marginal (Temporada 4) (Underground Producciones/Tv Pública)
- El Tigre Verón (Pol-ka)
- Argentina, tierra de amor y venganza (Pol-ka)
- Monzón (serie de televisión) (Space)
- Mi hermano es un clon (Pol-ka)
- Campanas en la noche (Telefe)
- La fragilidad de los cuerpos (miniserie) (Pol-ka/TNT)
- Un gallo para Esculapio (Telefe)
- Animadores (TV Pública)
- Amar después de amar (Telefe)
- El marginal (Televisión Pública)
- La Iglesia oculta (Histoty Channel)
- Educando a Nina (Telefe)
- La Leona (Telefe)
- Farsantes (Pol-ka)
- Camino al amor (Telefe)
- Violetta (Disney Channel)
- Señores papis (Telefe)
- Pandemia (History Channel)
- Dulce amor (Telefé)
- Televisión por la justicia (Canal 9)
- Aliados (Telefe)
- Graduados (Telefe)
- Mi amor, mi amor (Telefe)
- Condicionados (Polka)
- Televisión por la Inclusión (Canal 9)
- Para vestir santos (Pol-ka)
- Lobo (Polka)
- Vecinos en guerra (Telefe)
- Tratame bien (Pol-ka)
- Atracción x4 en Dream Beach (Ideas del Sur)
- Mujeres de nadie (Pol-ka)
- Don Juan y su bella dama (Telefé)
- Por amor a vos (Pol-ka)
- Nini (Telefe)
- Amas de casa desesperadas (Colombia y Ecuador)(Pol-ka)
- Televisión por la identidad(canal Telefé), recibió el premio Clarín Espectáculos como «mejor unitario 2007».
- Lalola (América)
- Son de fierro (Polka)
- Casi ángeles (Telefé)
- Montecristo (Telefé)
- Vientos de agua (Pol-ka - Telecinco España)(Canal 13)
- Alma pirata (Telefé)
- El tiempo no para (Canal 9)
- Los pensionados (Pol-ka)(Canal 13)
- El Deseo (Telefé)
- Padre Coraje (Pol-ka)(Canal 13)
- Costumbres argentinas (Ideas del sur) (Telefé)
- Malandras  (Canal 9)
- Soy gitano (Pol-ka)(Canal 13)
- Son amores  (Pol-ka)(Canal 13)
- Franco Buenaventura, el profe  (Telefé)
- 22 (el loco) (Pol-ka) (Canal 13)
- Yago, Pasión Morena (Telefé)
- PH (Canal 9)
- El sodero de mi vida (Pol-ka)(Canal 13)
- Ilusiones (Pol-ka)(Canal 13)
- Primicias (Pol-ka)(Canal 13).
- Cibersix  (Telefé)

### Teatro

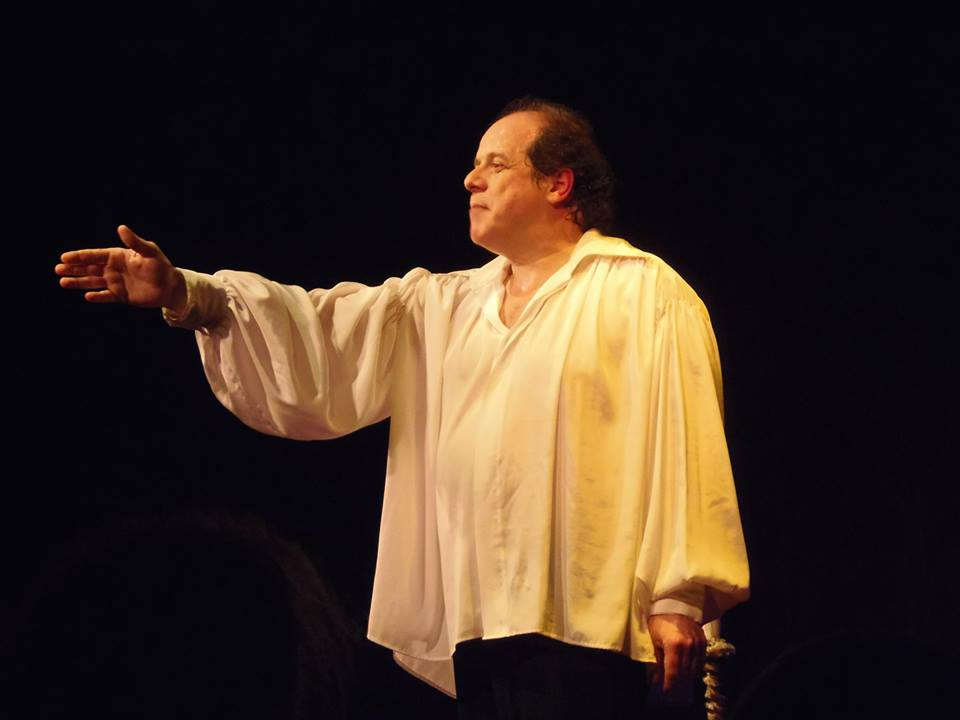
Mario Moscoso en El Canto del Ladrón

- Ricardo III de William Shakespeare protagonizada y dirigida por Mario Moscoso
- Shakespeare Conspirador, sobre textos de William Shakespeare dirigida por Nicolás Fdederico
- Un Hombre Civilizado y Barbaro, sobre Domingo Faustino Sarmiento escrita y dirigida por Raúl Serrano.
- Salvense los Huerfanos, escrita y dirigida por Emilio Zinerón.
- Dido, de Christopher Marlowe. Dir.: Mónica Maffia
- El canto del ladrón de poemas y otros textos, autores: Federico García Lorca, Antonio Machado, Oliverio Girondo, Pablo Neruda, Mario Benedetti, Nicolas Guillén, Raul González Tuñón, Rafael de León, León Felipe, Edmond Rostand, Javier Krahe, Juan Ramón Jiménez  Dir.: Cecilia Ruiz-Posse,
- Shakespeare en la Feria del Libro, sobre textos de William Shakespeare y Gustavo Provitina para la 34.º Feria Internacional del Libro en Buenos Aires
- El guapo y la gorda, de José Ignacio Serralunga. Dir.: Alfredo Allende

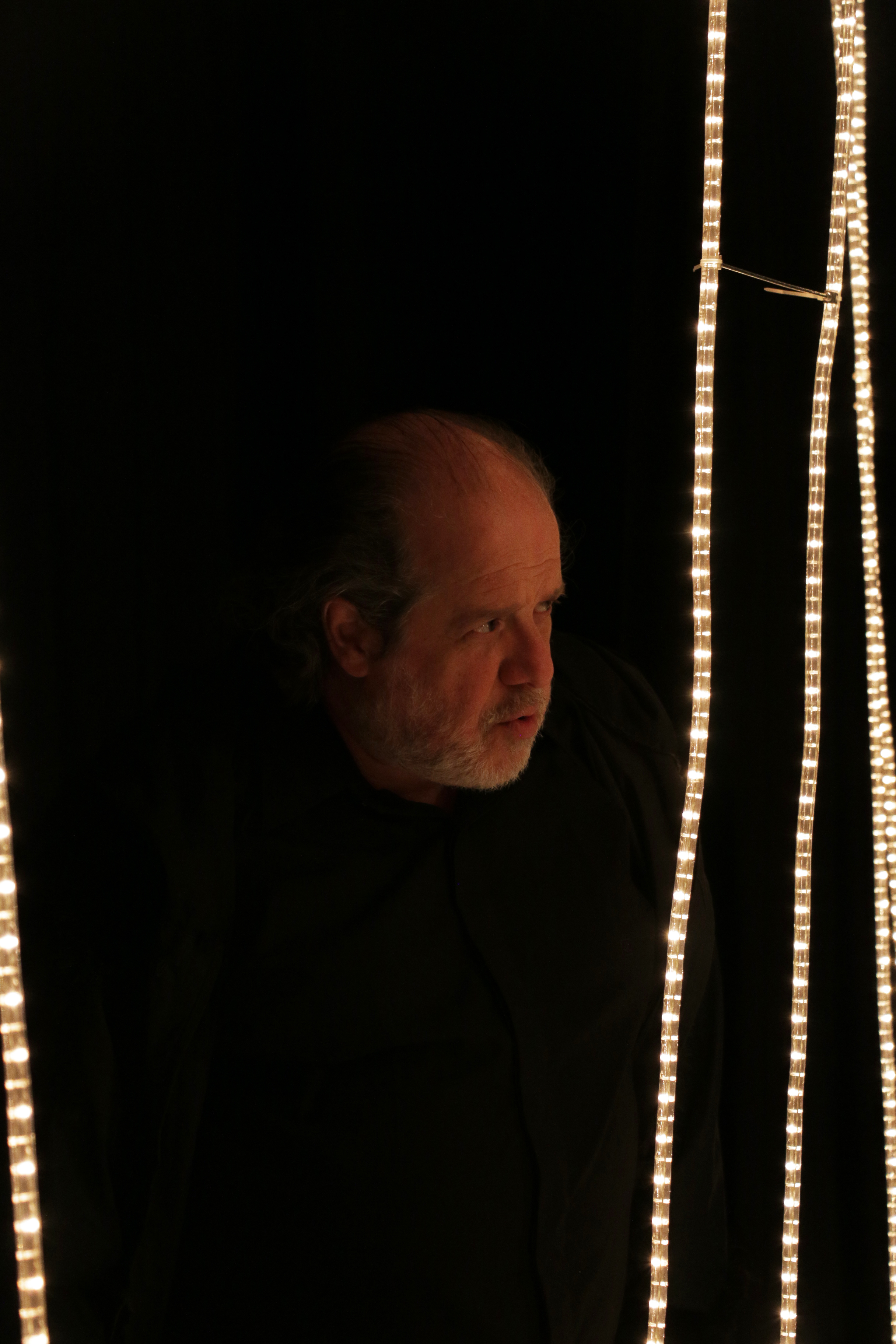
Mario Moscoso en Shakespeare Conspirador

- Mario Moscoso en Shakespeare Conspirador Shakespeare, la sombra en el laberinto, escrito y dirigido por Gustavo Provitina.
- Hamlet, de William Shakespeare; dirigido por Norberto Trujillo.
- El canto del ladrón de poemas y otros textos con arte de birlibirloque; dirigido por Cecilia Ruiz-Posse y Mario Moscoso.
- Dalí, carne y sueños, escrito y dirigido por Roberto Paiva.
- Las paredes, de Griselda Gambaro; dirigido por Alejandro Pol.
- La revolución es un sueño eterno, de Andrés Rivera; dirigido por Raúl Serrano y Rafael Garzaniti
- El rey Candol, de André Gide; director: Daniel Ruiz (Coproducción Teatro Gral. San Martín),
- Socrate, de Erik Satie; Dir.: Cecilia Ruiz-Posse.
- El solitario de la provincia flotante, escrita y dirigida por Raúl Serrano.
- Risas aquí y después... ¡ganancia! Calderón de la Barca Dir. Vázquez Freijo en el Teatro Nacional Cervantes en el marco del XI Congreso Internacional del Teatro Español en el Siglo de Oro.

Como director ha realizado los siguientes trabajos:
- Como blanca diosa, de Daniel Dalmaroni
- Crónicas de Pichincha, de Alicia Muñoz
- El sueño del eterno regreso, de autores varios.
- En alta mar de Slawomir Mrozek
- De altezas y bajezas, de Mario Moscoso

## Premios
- Mejor actor por su interpretación en la obra Shakespeare, la sombra en el laberinto, dentro del ciclo «Evocando al Picadero: 2007» (del Instituto Nacional del Teatro, la Asociación Argentina de Actores, la Sociedad Argentina de Escritores, GEBA y la editorial Gabas).

- Datos: Q5998907
- Multimedia: Mario Moscoso / Q5998907